# Viktar Mihajlavics Szaszunovszki
Viktar Mihajlavics Szaszunovszki (cirill betűkkel: Віктар Міхайлавіч Сасуноўскі; Bariszav, 1989. június 29. –) fehérorosz kötöttfogású birkózó. A 2018-as birkózó-világbajnokságon a bronzérmet nyert 82 kg-os súlycsoportban, kötöttfogásban. Egyszeres világbajnok kötöttfogásban 80 kg-ban. Egyszeres Európa-bajnok kötöttfogásban, 82 kg-ban.

## Sportpályafutása
A 2018-as birkózó-világbajnokságon a bronzérmet nyert. A mérkőzést 5–1-ra nyerte a kirgiz Atabek Aziszbekov ellen.